# Gmina Sitno
Die Gmina Sitno ist eine Landgemeinde im Powiat Zamojski der Woiwodschaft Lublin in Polen. Ihr Sitz ist das gleichnamige Dorf mit etwa 700 Einwohnern.

## Gliederung
Zur Landgemeinde Sitno gehören folgende Ortschaften mit einem Schulzenamt:
Boży Dar
Cześniki
Cześniki-Kolonia
Cześniki-Kolonia Górna
Czołki
Horyszów-Nowa Kolonia
Horyszów Polski
Horyszów-Stara Kolonia
Janówka
Jarosławiec
Jarosławiec Górny
Karp
Kornelówka-Kolonia
Kornelówka
Rozdoły
Sitno
Kolonia Sitno
Stabrów
Stanisławka
Wólka Horyszowska